# Isola Sant'Antonio
Isola Sant'Antonio est une commune italienne de la province d'Alexandrie dans la région Piémont en Italie.

## Administration
| Période                                  | Période | Identité | Étiquette | Qualité |
| ---------------------------------------- | ------- | -------- | --------- | ------- |
|                                          |         |          |           |         |
| Les données manquantes sont à compléter. |         |          |           |         |

### Hameaux
Casonini, Capraglia, Isolabella, San Pietro, Brusa Vecchia

### Communes limitrophes
Alluvioni Cambiò, Alzano Scrivia, Bassignana, Casei Gerola, Castelnuovo Scrivia, Cornale, Gambarana, Guazzora, Mezzana Bigli, Molino dei Torti, Pieve del Cairo, Sale

### Jumages
- Saint-Jean-de-Folleville (France)